# Journée nationale de la mémoire
La Journée de la mémoire nationale (en arabe : اليوم الوطني للذاكرة) est  une journée nationale célébrée chaque année le 8 mai en Algérie pour raviver la mémoire nationale et historique et commémorer les massacres du 8 mai 1945. Cette journée a été approuvée par le président Abdelmadjid Tebboune à l'occasion du 75ᵉ anniversaire de ces événements tragiques.